# 奥田暁子
奥田 暁子（おくだ あきこ、1938年〈昭和13年〉 - ）は、日本の女性史研究家、翻訳家。

## 略歴
国際基督教大学教養学部卒業。大妻女子大学短期大学部非常勤講師、恵泉女学園大学非常勤講師、聖心女子大学非常勤講師など。
日本近代女性史、フェミニズム、パレスティナ問題、エコロジーなどの分野で著述、翻訳を行う。

## 編著書
- 『女たちは書いてきた 「ひととき」に見る現代女性史』（編著、径書房） 1986
- 『宗教のなかの女性史』（岡野治子共編著、青弓社 1993
- 『女と男の時空 日本女性史再考 5、鬩ぎ合う女と男 近代』（編、藤原書店） 1995
- 『女性と宗教の近代史』（編著、三一書房） 1995
- 『近代を読みかえる 第1巻、マイノリティとしての女性史』（編著、三一書房） 1997、
- 『職業・思想・運動 マイノリティの挑戦』（阿部健, 中島正道共編著、三一書房） 1998
- 『概説フェミニズム思想史 明日にむかって学ぶ歴史』（秋山洋子, 支倉寿子共編著、ミネルヴァ書房、シリーズ<女・あすに生きる> ） 2003
- 『希望の倫理 自律とつながりを求めて』（岡野治子共編、知泉書館） 2012

## 翻訳
- 『女性解放の政治学』（ジョー・フリーマン、鈴木みどり共訳、未来社） 1978
- 『女性解放とキリスト教』（キャロル・クライスト, ジュディス・プラスカウ編、岩田澄江共訳、新教出版社） 1982
- 『性と宗教 フェミニズムから見た聖書』（ケビン・ハリス、コンパニオン出版） 1985
- 『愛の勝利の輪 女たちの説教集』（H・G・クロトウェル編、飯野かおり共訳、新教出版社、新教新書） 1988
- 『地球の再生 発言する女たち』（レオニー・カルディコット, ステファニー・ルランド、鈴木みどり共訳、三一書房） 1989
- 『未来へのビジョン ヨーロッパの生協から学ぶ』（ヨーロッパの生協に関するラルフ・ネーダータスクフォース、野村かつ子共訳、協同図書サービス） 1989
- 『もうひとりの私』（ナワル・エル・サーダウィ、学芸書林） 1990
- 『ユダヤ人の歴史』（イラン・ハレヴィ、三一書房） 1990
- 『パレスチナとイスラエル』（ダヴィッド・マクドワル、三一書房） 1992
- 『フェミニズムと表現の自由』（キャサリン・A・マッキノン、鈴木みどり共訳、明石書店） 1993
- 『イスラム原理主義』（ディリップ・ヒロ、三一書房） 1994
- 『世界を織りなおす エコフェミニズムの開花』（アイリーン・ダイアモンド, グロリア・フェマン・オレンスタイン編、近藤和子共訳、学芸書林） 1994
- 『男性支配の起源と歴史』（ゲルダ・ラーナー、三一書房） 1996
- 『国際分業と女性 進行する主婦化』（マリア・ミース、日本経済評論社） 1997
- 『現代フェミニスト思想入門』（メアリ・エヴァンス、明石書店） 1998
- 『現代フェミニズム思想辞典』（ソニア・アンダマール, テリー・ロヴェル, キャロル・ウォルコウィッツ、監訳、樫村愛子, 金子珠理, 小松加代子訳、明石書店） 2000
- 『世界の奴隷制の歴史』（オルランド・パターソン、明石書店、世界人権問題叢書 ） 2001
- 『世界の環境の歴史 生命共同体における人間の役割』（ドナルド・ヒューズ、あべのぞみ共訳、明石書店、明石ライブラリー 2004
- 『生物多様性の保護か、生命の収奪か グローバリズムと知的財産権』（ヴァンダナ・シヴァ、明石書店） 2005
- 『占領期の日本 ある米軍憲兵隊員の証言』（テレーズ・スヴォボダ、ひろしま女性学研究所、hiroshimas・1000シリーズ） 2011

## 参考
- 『女性と宗教の近代史』著者紹介